# 安井九兵衛
安井 九兵衛（やすい くへえ、1582年（天正10年） - 1664年12月4日（寛文4年10月17日））は、江戸時代の日本の資産家・治水家。諱は定吉、号は道卜（どうぼく）。
河内国の出身。
大坂（現在の大阪市）に道頓堀を掘削した中心人物4名（成安道頓、安井冶兵衛・九兵衛兄弟、平野藤次郎）の一人
。掘削事業は途中で中断があり、その間に成安道頓と安井治兵衛は死去、九兵衛と平野藤次郎により1615年（元和元年）に道頓堀は完成した。
安井家は大坂三郷の一つである南組の惣年寄を務めた。道頓堀完成後の周辺開発は、平野藤次郎が幕官に転じたことなどにより、九兵衛に委ねられた。道頓堀東部（西横堀川以東）周囲の「川八町」と呼ばれた地域は九兵衛の支配下にあった。
1626年（寛永3年）以降、安井家はこの地域に芝居小屋を誘致し、1644年（正保元年）には8軒を数えるに至った。
そのため各芝居小屋では、安井家のために「安井桟敷」と呼ばれる特別見物席が用意されていた。
九兵衛の子孫は、2代目九兵衛幽卜から明治維新を迎える9代目九兵衛道応の時に至るまで、代々九兵衛を名乗った。また、最初の日本独自の暦法による暦「貞享暦」を作成した渋川春海は、九兵衛の兄・宗順の孫になる。
1914年（大正3年）、従五位を追贈された。